# Мойсеївський міст
Мойсеївський міст — міст у Харкові через однойменну річку в районі станції метро Київська. Збудований у 1927 році. Після Другої світової війни, коли він був зруйнований, відновлений у 1948 році. У 1969 році був реконструйований. Назва затверджена міською радою 22 червня 2012 року.